# Robert Satcher
Robert Lee Satcher (Hampton, 22 september 1965) is een Amerikaans voormalig ruimtevaarder. In 2004 werd hij door NASA geselecteerd als astronaut en in 2006 voltooide hij zijn training.
Satcher’s eerste en enige ruimtevlucht was STS-129 met de spaceshuttle Atlantis en vond plaats op 16 november 2009. De shuttle nam de EXPRESS Logistics Carrier 1 en 2 mee naar het Internationaal ruimtestation ISS. Tijdens deze missie maakte hij twee ruimtewandelingen.
In september 2011 verliet Satcher NASA en ging hij als astronaut met pensioen. 